# Albert Guillaume
Albert Guillaume (Parigi, 14 febbraio 1873 – Faux (Dordogna), 10 agosto 1942) è stato un pittore francese, celebre caricaturista e autore di manifesti della Belle Époque..

## Biografia

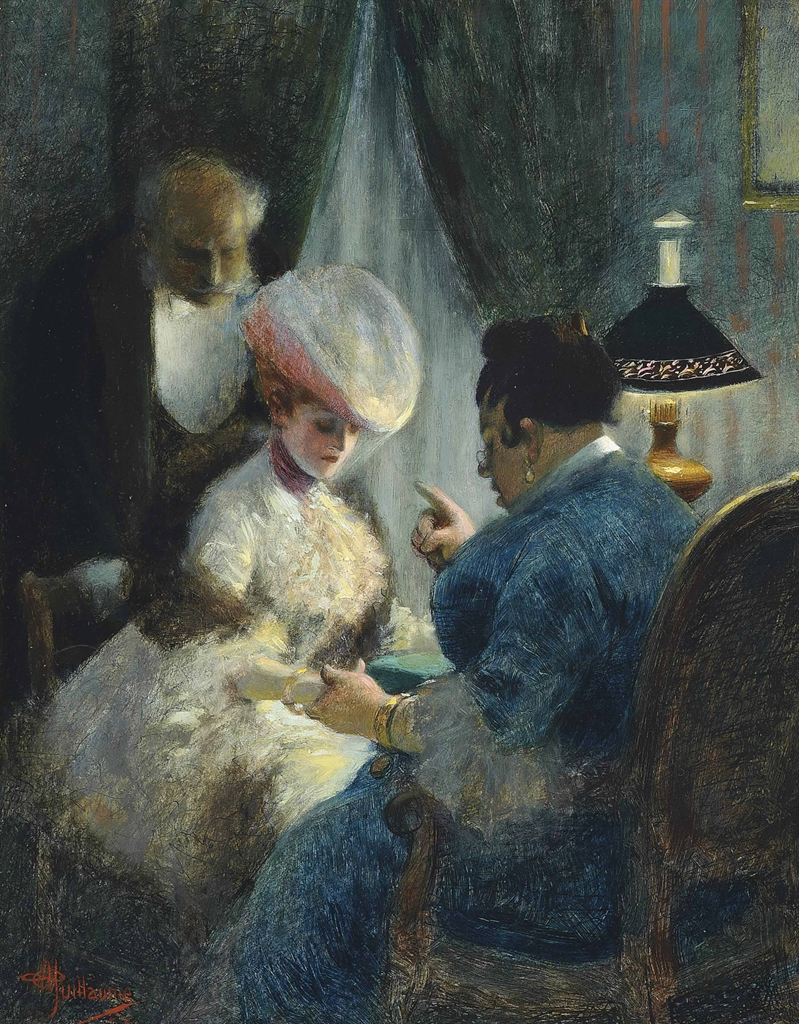
La chiromante

Albert Guillaume nacque in Dordogna, figlio dell'architetto Edmond Guillaume. Completati gli studi d'arte, conobbe il pittore e cartellonista Jules Chéret, il più autorevole e geniale creatore di manifesti del periodo della Belle Époque, rimanendo ammirato e influenzato dai suoi lavori. Decise quindi di seguirne la strada realizzando anche lui manifesti pubblicitari e cartoni scenografici per il teatro leggero. Ebbe successo, e due delle sue creazioni furono pubblicate nel libro Les Maîtres de l'affiche (I maestri del manifesto).
Ma non per questo rinunciò alla pittura, anzi, la sua produzione di tele è cospicua. Di carattere gioviale, arguto e incline allo scherzo e all'ironia, nella maggior parte dei suoi quadri Guillaume tracciò con molto humour un ritratto malizioso, a volte irriverente e beffardo (ma sempre profondamente veritiero), della buona società parigina.
Albert Guillaume è famoso anche per i suoi disegni satirici pubblicati sui giornali umoristici della città, come Gil Blas, Le Rire, Le Frou-frou, L'Assiette au Beurre, Le Figaro illustré e Le Pays de France.
Numerose sono le illustrazioni di Guillaume pubblicate in raccolta (album) da editori come Jules Tallandier, Ernest Maindron e Henri Simonis. Guillaume diede alle stampe anche tre album di disegni militari, fra i quali Le mie Campagnedel 1896 fu corredato da una prefazione di Georges Courteline. Per ben due volte Guillaume prese di mira anche Georges Clemenceau, per esempio in un disegno dove il Primo Ministro, negli anni 1910-1919 in cui fu oggetto di attentato, è salutato da Enrico IV con le parole: Buongiorno collega, a voi almeno vi hanno mancato! (Museo Clemenceau).
In occasione dell'Expo del 1900 di Parigi Guillaume inventò il teatrino « Théâtre des Bonshommes Guillaume » che metteva in scena una serie di marionette satiriche parlanti (grazie a un fonografo), per il quale fu premiato con una medaglia di bronzo.
Albert Guillaume, passati i sessant'anni, si ritirò nel piccolo paese di Faux, in Dordogna, dove si spense nel 1942 a 69 anni.

### Quadri

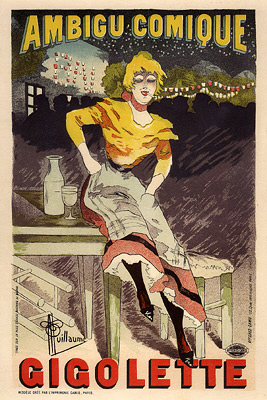

## Opere

### Album
- Monsieur Strong (1890)
- Le Repas à travers les âges, Delagrave, Parigi, in-8 (1890)
- Le Tennis à travers les âges, Delagrave, Parigi, in-8 (1890)
- Des Bonshommes, H. Simonis Empis Éditeur, Parigi, in-4 (1893)
- P'tites femmes, H. Simonis Empis Éditeur, Parigi, in-4 (1893)
- Mémoires d'une glace, H. Simonis Empis Éditeur, Parigi, in-4 (1894)
- Mes campagnes: album militare, H. Simonis Empis Éditeur, in-4 (1896)
- Étoiles de mer, H. Simonis Empis Éditeur, Parigi, in-4 (1896)
- Faut voir, H. Simonis Empis Éditeur, Paris, in-4 (1897)
- Madame est servie, H. Simonis Empis Éditeur, Parigi, in-4 (1897)
- Mes 28 jours, H. Simonis Empis Éditeur, Parigi, in-4 (1898)
- R'vue d'fin d'année, H. Simonis Empis Éditeur, Parigi, in-4 (1899)
- Y a des dames, H. Simonis Empis Éditeur, Parigi, in-4 (1900)
- Pour vos beaux yeux, H. Simonis Empis Éditeur, Parigi, in-4 (1900)
- Mon sursis: album militaire, H. Simonis Empis Éditeur, Parigi, in-4 (1901)
- Contre le Spleen, H. Simonis Empis Éditeur, Parigi, in-16 (1902)
- Madame veut rire, H. Simonis Empis Éditeur, Parigi, in-16 (1902)
- Pour quand il pleut, H. Simonis Empis Éditeur, Parigi, in-16 (1903)
- Les Unes et les autres Garnier Frères, in-8 (1905)
- Albert Guillaume - Les Maîtres humoristes, leurs meilleurs dessins, leurs meilleures légendes, Société d'Édition et de Publication (Félix Juven), Parigi (1907)

### Libri illustrati
- Colette, L'envers du music-hall (copertina), Flammarion
- Paul Bourget, Les deux sœurs (copoertina), Flammarion
- Almanach A.Guillaume, Simonis Empis, poi Société d'Édition et de Publication (Félix Juven), (uno all'anno dal 1896 al 1912)
- Les Œuvres de Georges Courteline, Albin Michel, 1901-1906
- Clément Vautel, Les femmes aux enchères, Albin Michel, 1932
- Clément Vautel, La petite-fille de Madame Angot, Albin Michel, 1934

## Galleria d'immagini

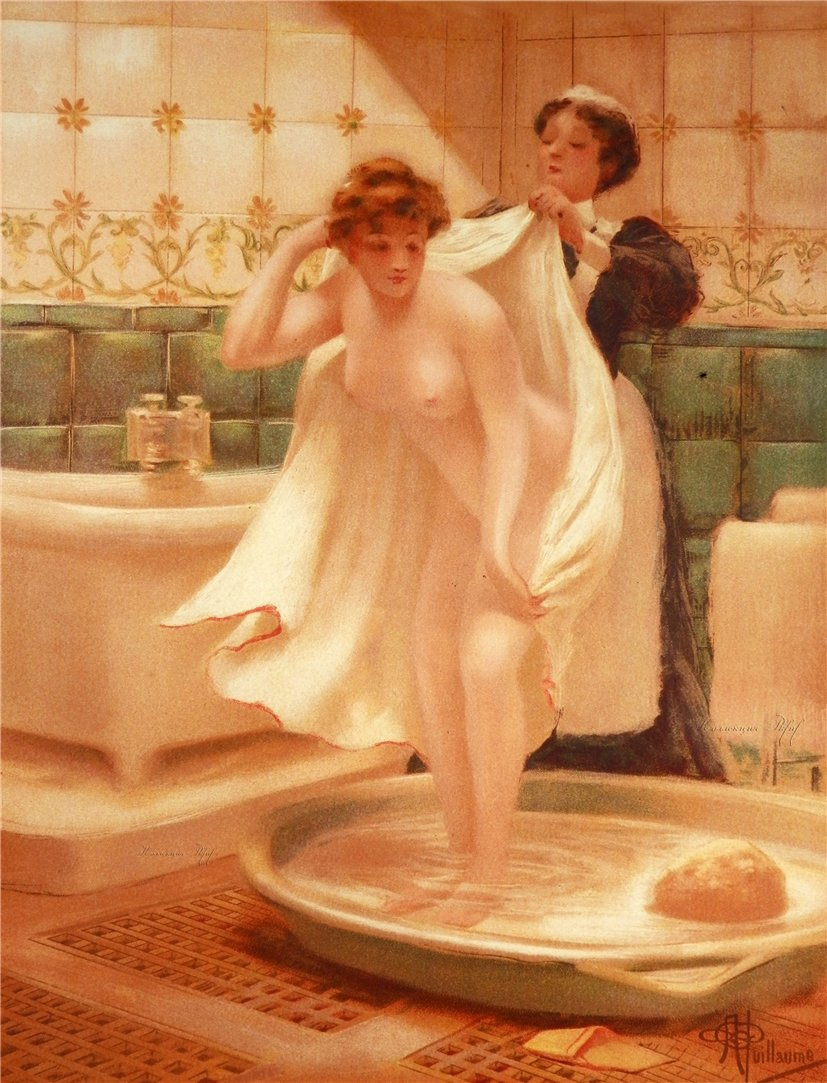
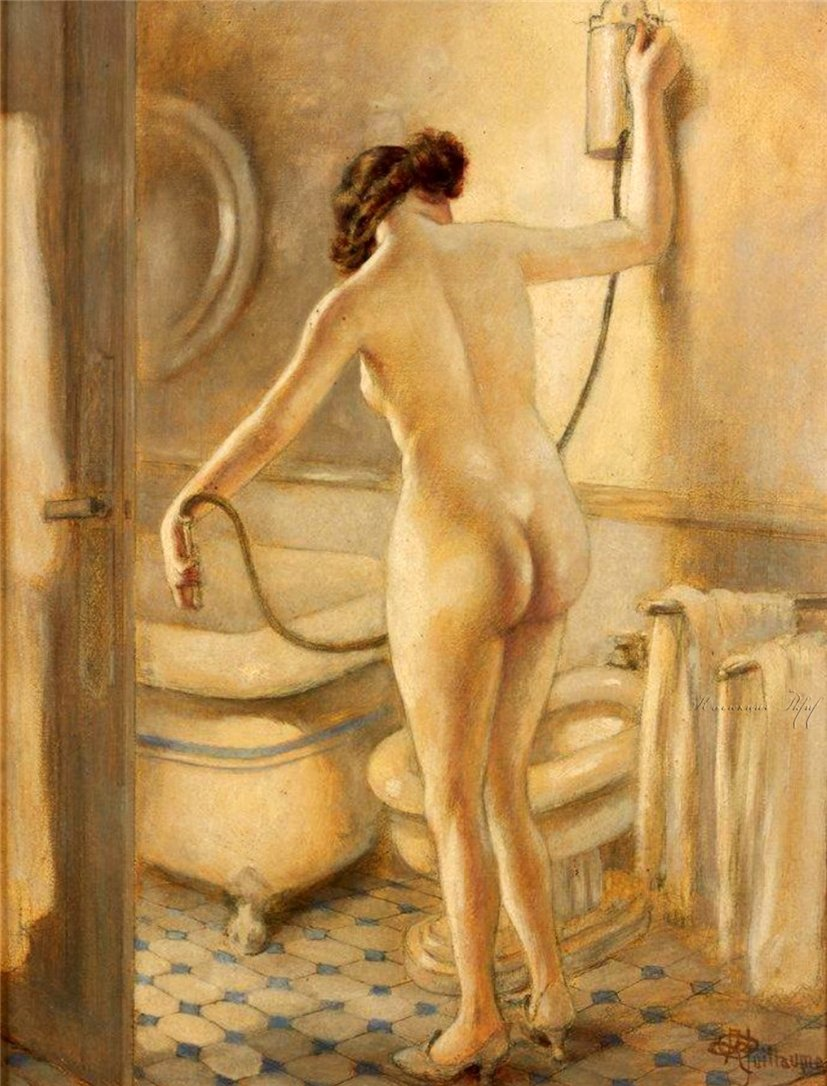
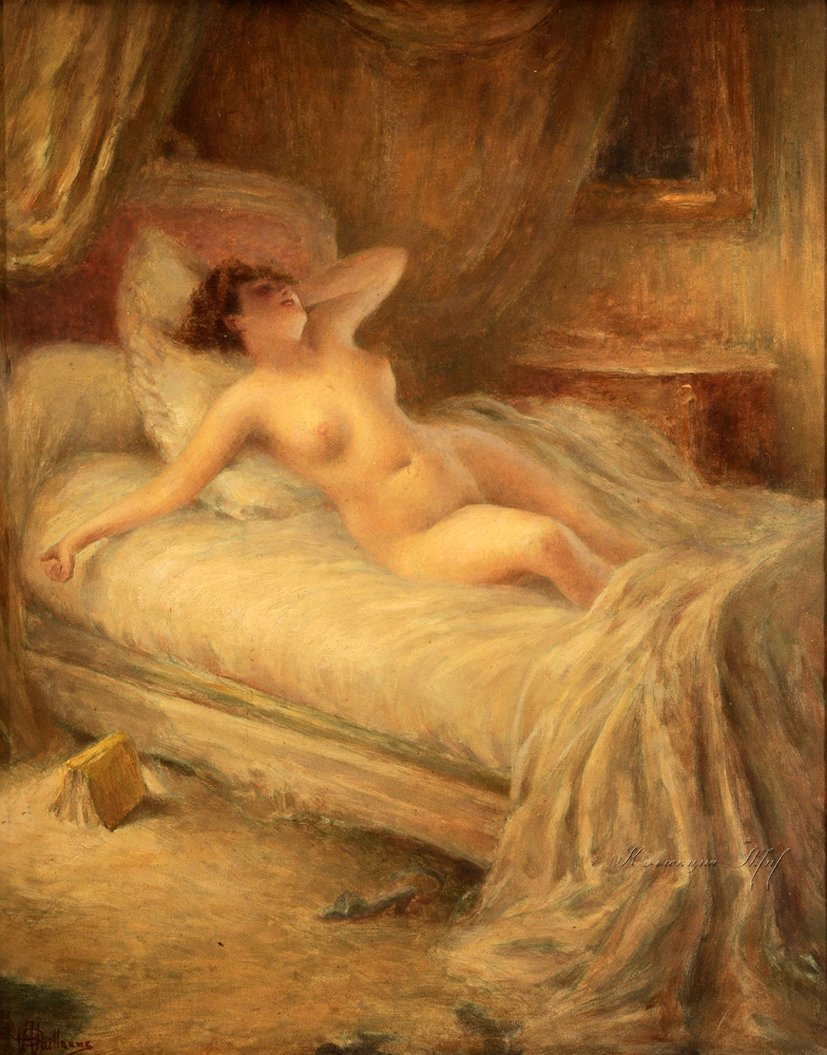
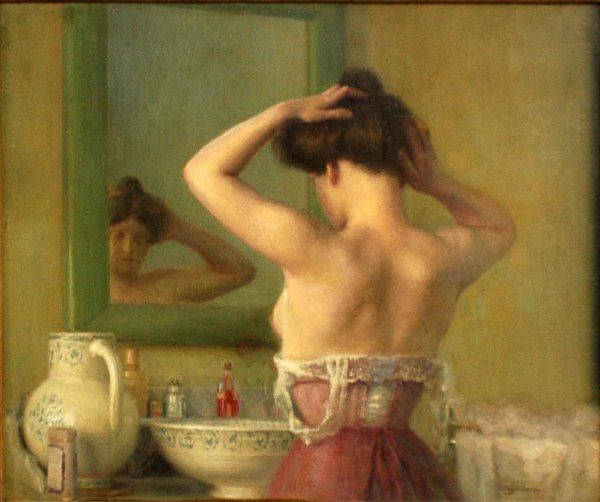
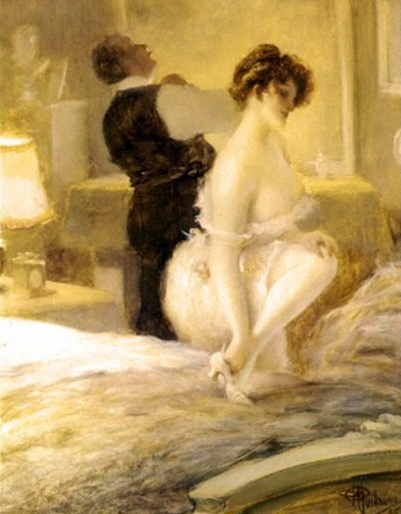

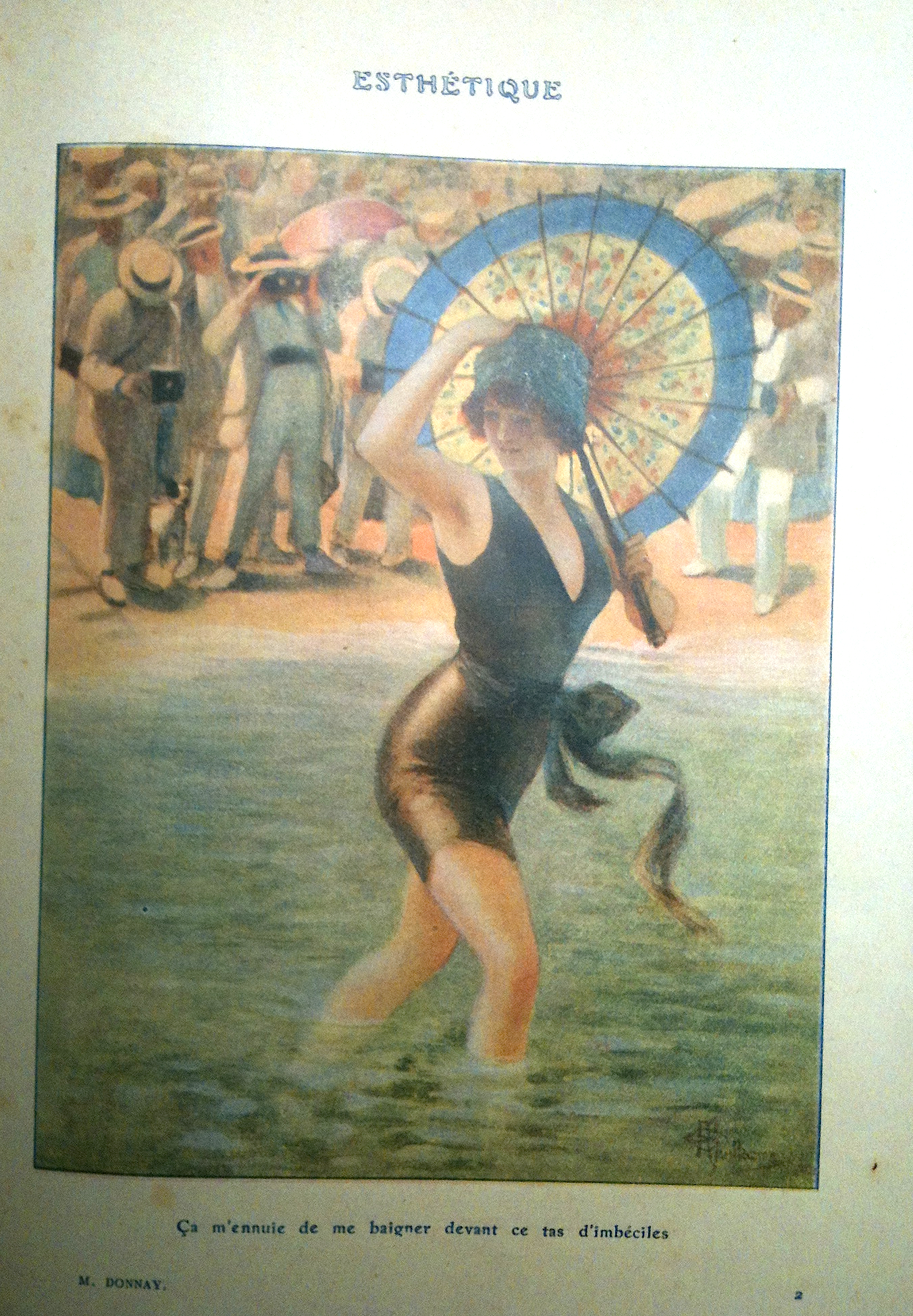
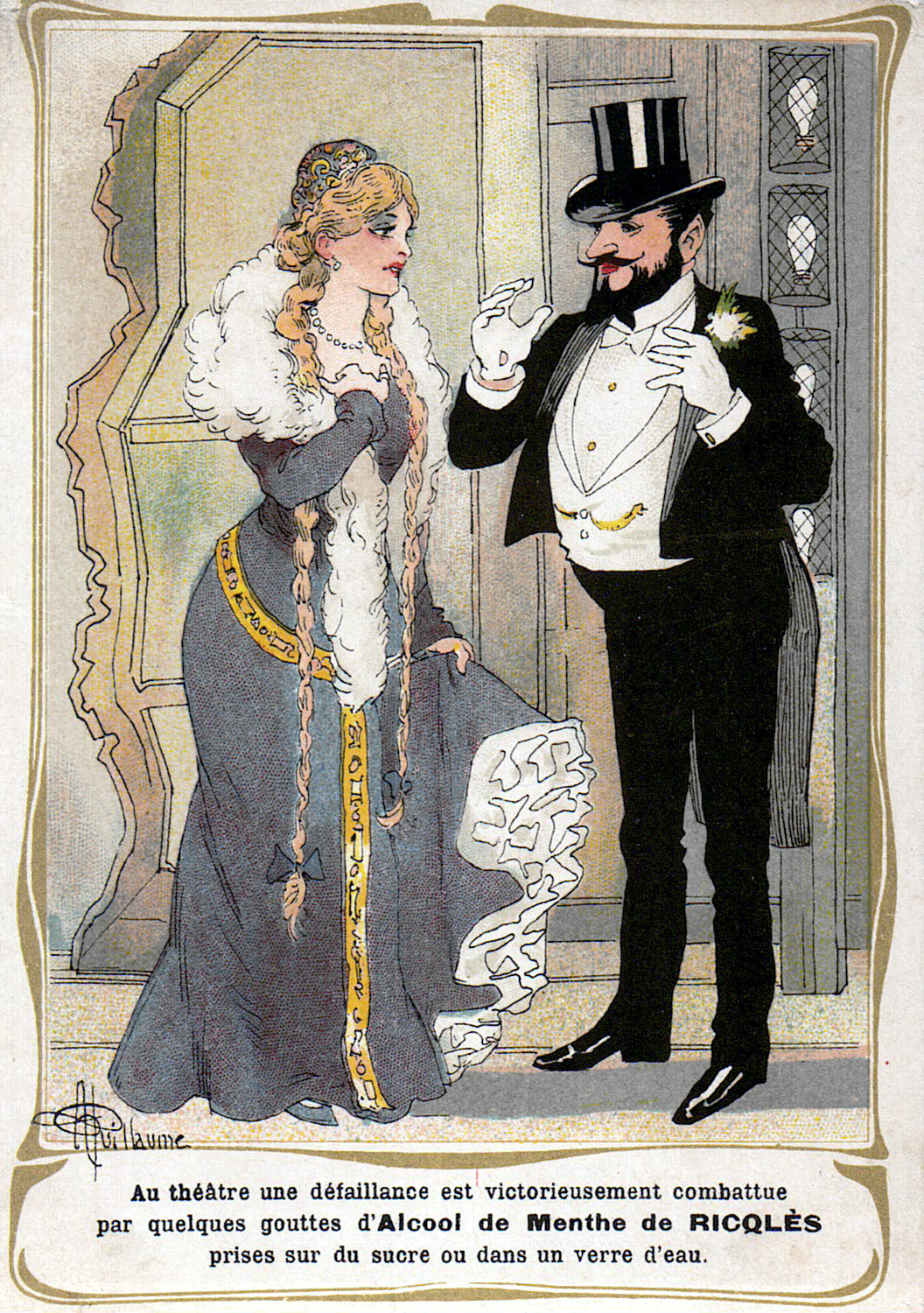
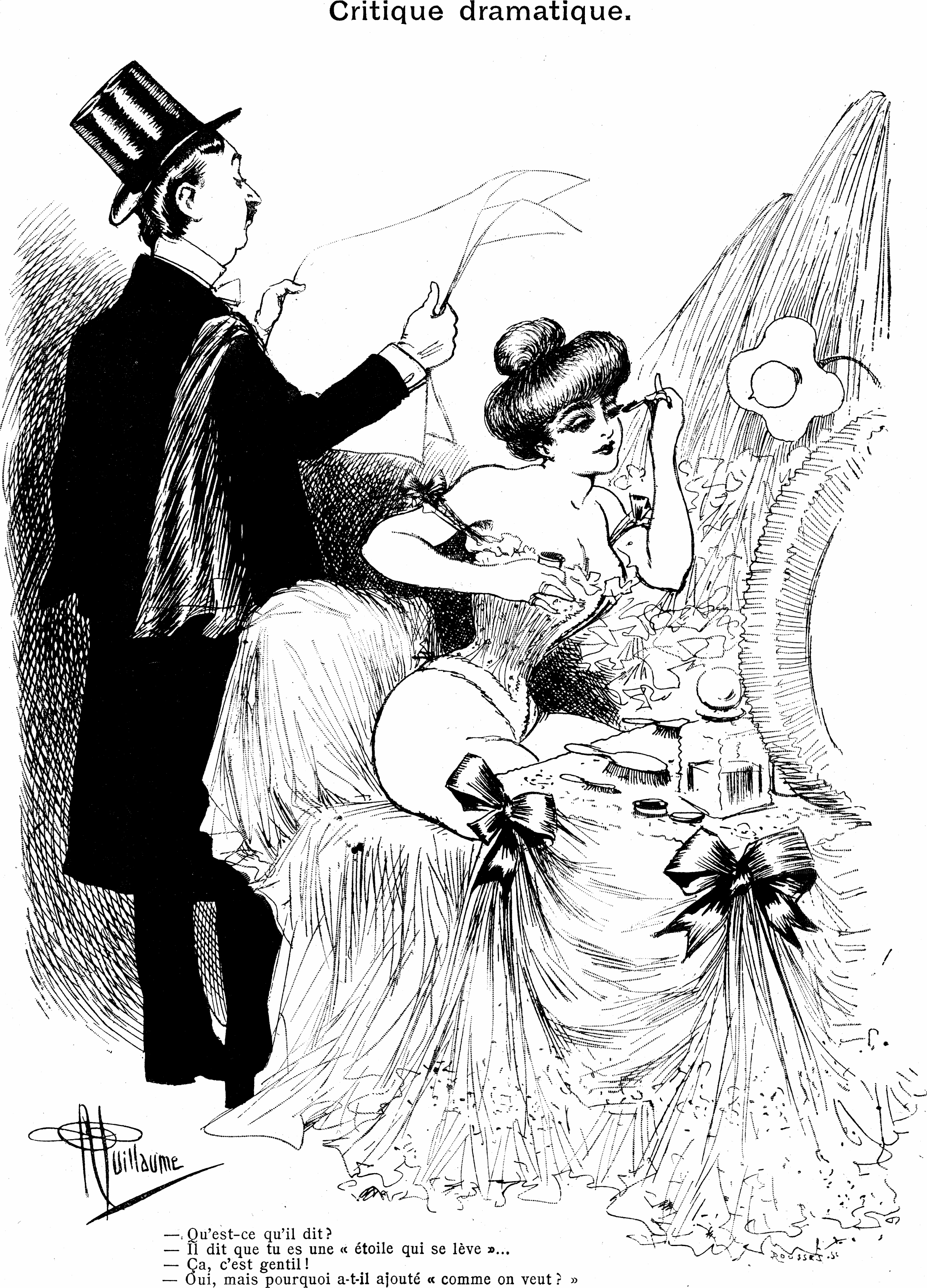
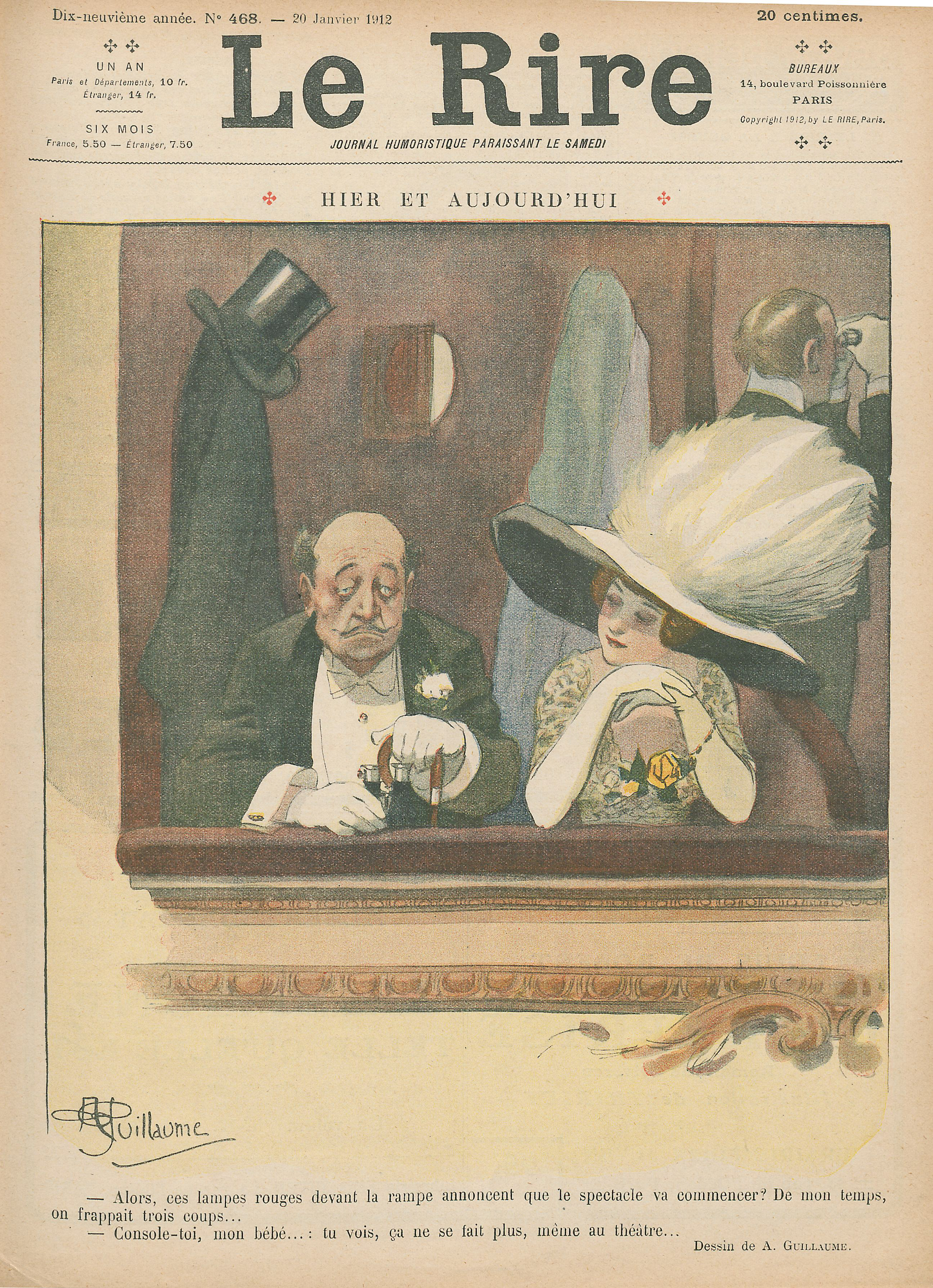
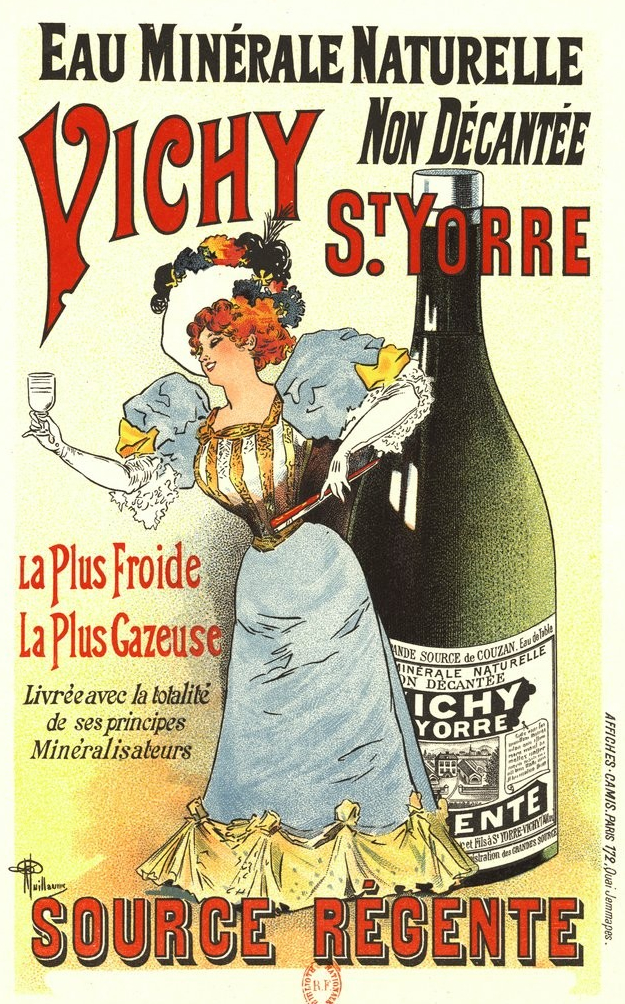

In società

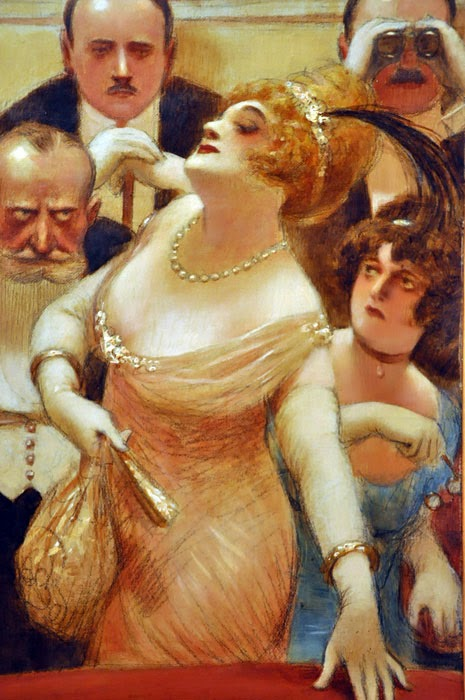
La ritardataria
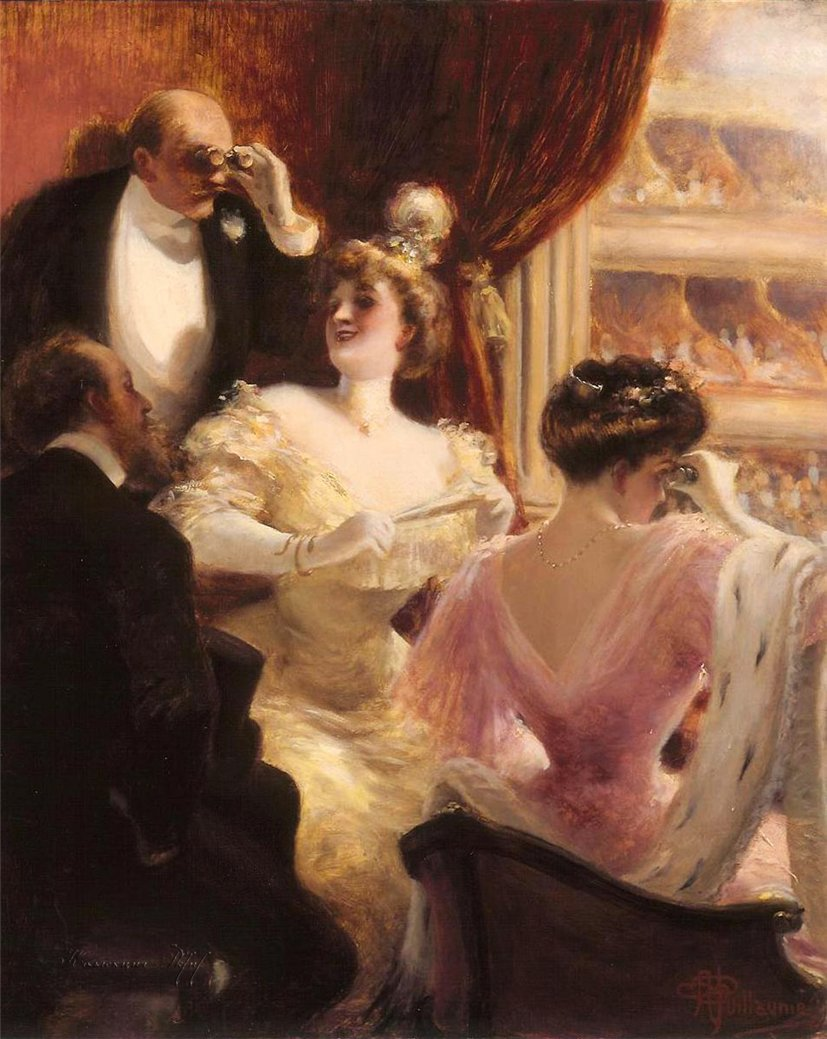
All'Opera
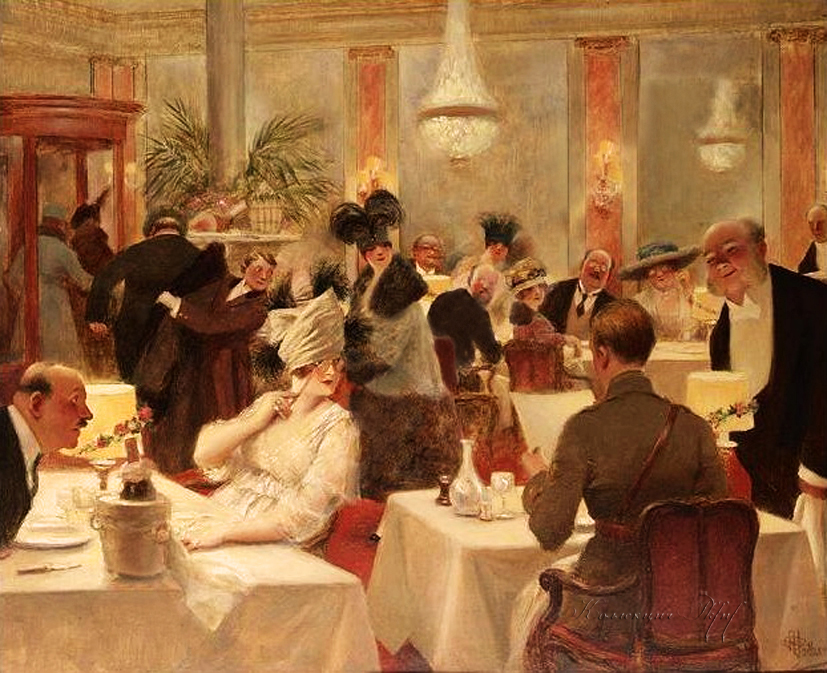
Il bel soldato
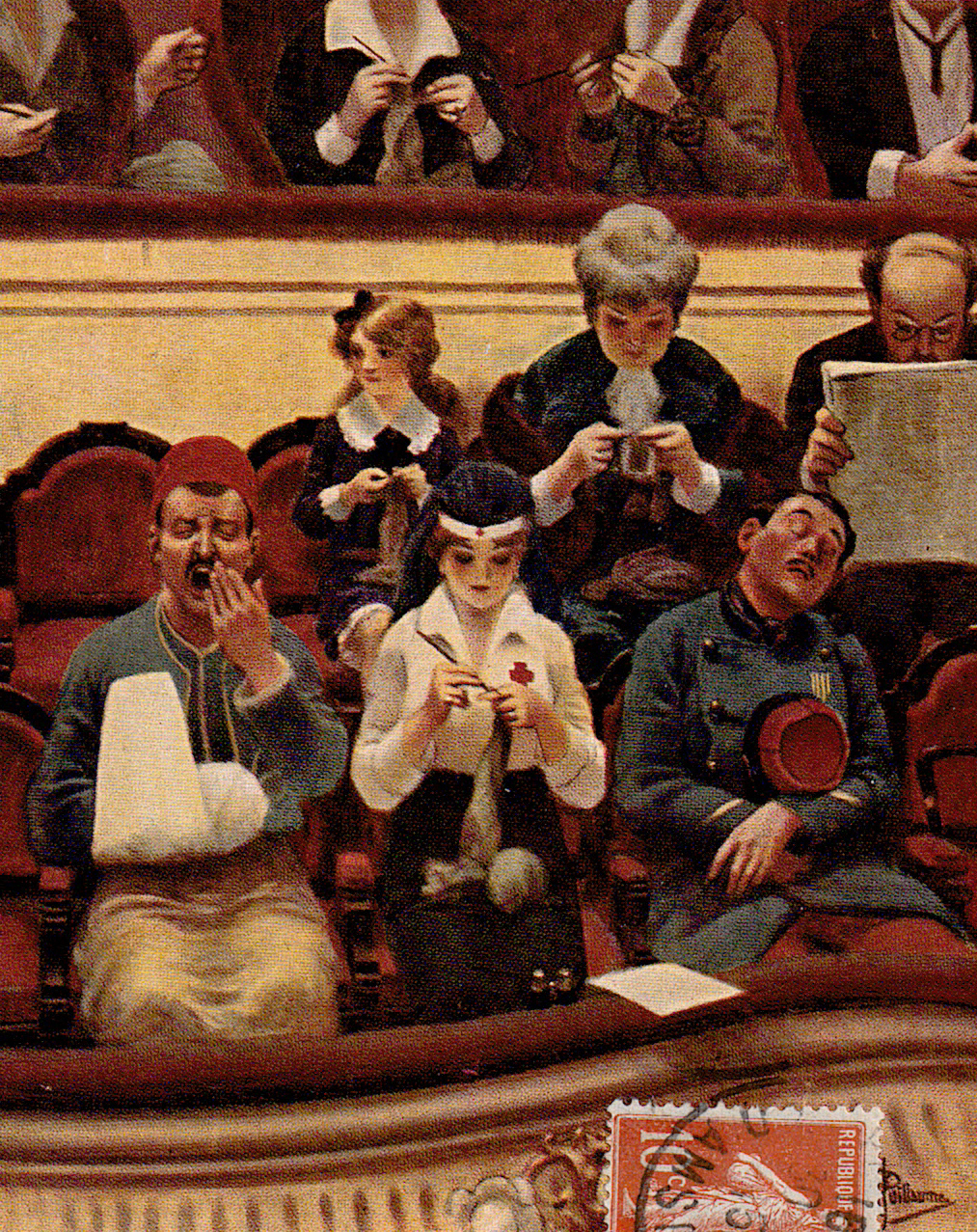
L'intervallo
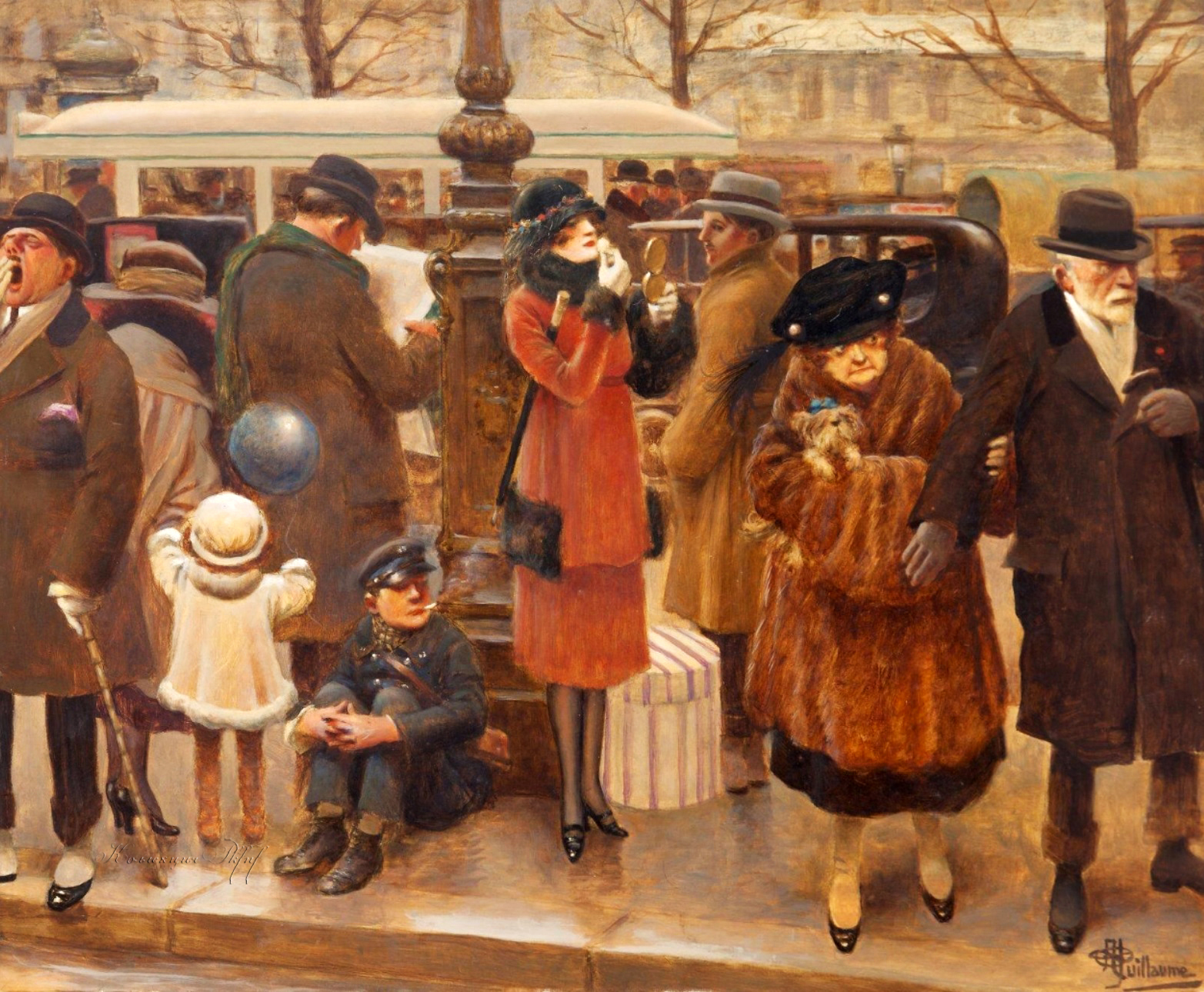
La fermata del bus
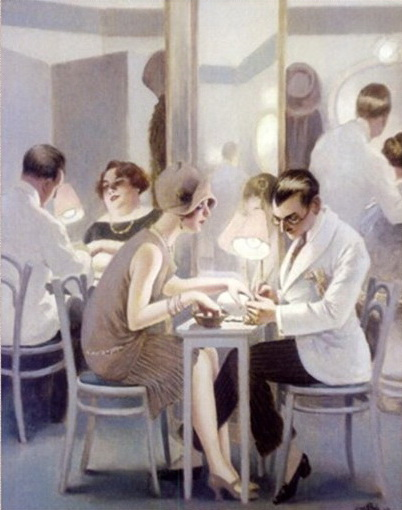
Manicure
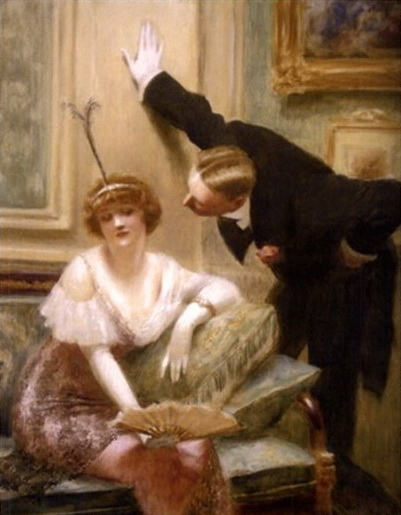
Corteggiamento

Nudi
Manifesti e disegni umoristici